# Bernard Droz
Pour les articles homonymes, voir Droz.
Bernard Droz, né le 8 mars 1945, est un historien français.

## Biographie
Fils de l'historien Jacques Droz, Bernard Droz a été professeur en classes préparatoires littéraires aux lycées Lakanal (Sceaux) et Louis-le-Grand (Paris), et chargé de cours à l'Institut d'études politiques de Paris.
Ses recherches portent principalement sur les décolonisations. Il a dirigé la revue Outre-mers durant plusieurs années.

## Publications
- Histoire de la guerre d'Algérie, 1954-1962, avec Évelyne Lever, 1982[2].
- Histoire générale du XXe siècle, avec Anthony Rowley.
  - Jusqu'en 1949, tome I – Déclins européens, Seuil, 1986  (ISBN 978-2020091022).
  - Jusqu'en 1949, tome II – La naissance du monde contemporain, Seuil, 1987  (ISBN 978-2020091039).
  - Depuis 1950, tome III – Expansion et indépendances, 1950-1973, Seuil, 1987  (ISBN 978-2020098106).
  - Depuis 1950, tome IV – Crises et mutations de 1973 à nos jours, Seuil, 1992  (ISBN 978-2020146227).
- Les Décolonisations, 1996.
- Histoire de la décolonisation au XXe siècle, 2006.
- La Fin des colonies françaises, Gallimard, coll. « Découvertes Gallimard/Histoire » (no 551), 2009.
- À travers l'histoire du XXe siècle, F. Paillart éditeur, 2014. Recueil d'articles et chapitres d'ouvrages.